# Wilhelm Seymann
Wilhelm Seymann (1887 - 1915 ) fue un botánico, y pteridólogo alemán, que publicó varias notas sobre el helecho híbrido, Asplenium adiantum-nigrum × Asplenium ruta-muraria, que se encuentra en las paredes del monte Igueldo.
- La abreviatura «Seymann» se emplea para indicar a Wilhelm Seymann como autoridad en la descripción y clasificación científica de los vegetales.[3]